# Джонс, Дженьюари
Дженьюа́ри Кри́стен Джонс (англ. January Kristen Jones; род. 5 января 1978, Су-Фолс) — американская актриса и фотомодель.

## Биография

### Ранние годы
Родилась 5 января 1978 года в городе Су-Фолс, штат Южная Дакота. Родители наградили её таким необычным именем в честь героини романа Жаклин Сюзанн «Once Is Not Enough» Дженьюари Уэйн. После окончания Roosevelt High School в Су-Фолсе Дженьюари начала модельную карьеру. Долгое время она являлась лицом марки «Abercrombie & Fitch».

### Карьера
В 1999 году сыграла свою первую роль в телефильме «Женское общество». Получила известность благодаря роли в сериале «Безумцы», в котором снималась с 2007 по 2015 год.
С 2015 по 2018 год снималась в сериале «Последний человек на земле». 

### Личная жизнь
С апреля 2009 года является спикером крупнейшей океанологической компании Oceana, которая борется за вымирающие виды акул.
13 сентября 2011 года родила сына, которого назвала Ксандер Дейн Джонс.

## Фильмография
| Год       |    | Русское название            | Оригинальное название                   | Роль                        |
| --------- | -- | --------------------------- | --------------------------------------- | --------------------------- |
| 1999      | с  |                             | Get Real                                | Джейн Коэн                  |
| 1999      | ф  | Вся ярость                  | All the Rage                            | Дженис Тейлор               |
| 1999      | тф |                             | Sorority                                | Номер 1                     |
| 2001      | ф  | Стеклянный дом              | The Glass House                         | девушка                     |
| 2001      | ф  | Бандиты                     | Bandits                                 | Клэр                        |
| 2002      | тф | В моей жизни                | In My Life                              | Диана                       |
| 2002      | ф  | Табу                        | Taboo                                   | Элизабет                    |
| 2002      | ф  | Во всей красе               | Full Frontal                            | Трейси                      |
| 2003      | ф  | Управление гневом           | Anger Management                        | Джина                       |
| 2003      | ф  | Американский пирог: Свадьба | American Wedding                        | Кэденс Флаерти              |
| 2003      | ф  | Реальная любовь             | Love Actually                           | Дженни                      |
| 2004      | ф  | Грязные танцы 2             | Dirty Dancing: Havana Nights            | Иви                         |
| 2004      | тф | Завет любви                 | Love's Enduring Promise                 | Мисси Дэвис                 |
| 2005      | с  | Доктор Хафф                 | Huff                                    | Марисса Уэллс               |
| 2005      | ф  | Три могилы                  | The Three Burials of Melquiades Estrada | Лоу Энн Нортон              |
| 2006      | ф  | Шведский автомобиль         | Swedish Auto                            | Дарла                       |
| 2006      | ф  | Мы — одна команда           | We Are Marshall                         | Кэрол Доусон                |
| 2007—2015 | с  | Безумцы                     | Mad Men                                 | Бетти Дрейпер               |
| 2008      | с  | Закон и порядок             | Law & Order                             | Ким Броди                   |
| 2009      | ф  | Рок-волна                   | The Boat That Rocked                    | Эленор                      |
| 2011      | ф  | Неизвестный                 | Unknown                                 | Элизабет Харрис             |
| 2011      | ф  | Люди Икс: Первый Класс      | X-Men First Class                       | Эмма Фрост / Белая Королева |
| 2011      | ф  | Голодный кролик атакует     | Seeking Justice                         | Лаура Джерард               |
| 2013      | ф  | Пресная вода                | Sweetwater                              | Сара Рамирес                |
| 2014      | ф  | Хорошее убийство            | Good Kill                               | Молли Эган                  |
| 2015—2018 | с  | Последний человек на земле  | The Last Man on Earth                   | Мелисса Шарт                |
| 2017      | мс | Звери                       | Animals.                                | Диана                       |
| 2019      | с  | Политик                     | The Politician                          | Лизбет Слоун                |
| 2020      | с  | Цепляясь за лёд             | Spinning Out                            | Кэрол Бейкер                |
| 2023      | ф  | Он — это пуля               | God Is a Bullet                         | Морин Бейкон                |

## Награды и номинации
- В 2002 году журнал «Maxim» включил Дженьюари в список «100 самых красивых женщин»[5].
- 2009 — номинация на премию «Золотой глобус» в категории «Лучшая женская роль в телевизионном сериале — драма» за сериал «Безумцы».
- 2010 — номинация на премию «Золотой глобус» в категории «Лучшая женская роль в телевизионном сериале — драма» за сериал «Безумцы».
- 2010 — номинация на премию «Эмми» в категории «Лучшая женская роль в драматическом сериале» за сериал «Безумцы».
- 2010 — номинация на премию «Спутник» в категории «Лучшая женская роль в телевизионном сериале — драма» за сериал «Безумцы».
- 3 номинации (2008, 2011, 2016) и 2 премии (2009, 2010) «Гильдии киноактёров США» в категории «Лучший актёрский состав в драматическом сериале» за сериал «Безумцы».